# Ava DuVernay
Ava Marie DuVernay, (født 24. august 1972 i Long Beach i Californien), er en amerikansk filminstruktør, producer og manuskriptforfatter.
I 2012 vandt hun Bedste instruktør ved Sundance Film Festival for spillefilmen Middle of Nowhere. og bliver den første afroamerikanske kvinde til at vinde prisen.
I 2014 havde hendes tredje spillefilm Selma premiere og for hendes arbejde var DuVernay den første sorte kvindelige instruktør, der blev nomineret til en Golden Globe Award. Med Selma var hun også den første sorte kvindelige instruktør der får sin film nomineret til Oscar for bedste film ved Oscaruddelingen 2015. I 2017 blev hun nomineret til Oscar for bedste dokumentar for hendes film 13th.

## Filmografi
- 2010 – I Will Follow
- 2012 – Middle of Nowhere
- 2014 – Selma
- 2016 – 13th
- 2016–2018 – Queen Sugar (Tv-serie)
- 2018 – Et spring i tiden
- 2019 – New Gods